# Reina de los ángeles
Reina de los Ángeles es una novela de ciencia ficción del autor estadounidense Greg Bear, publicada por primera vez en 1990.
Esta novela es la primera de una serie que se desarrolla en un mismo mundo futuro, donde la nanotecnología es parte de la vida cotidiana, donde los problemas mentales son tratados por intervención directa en el sistema nervioso, y donde los individuos recurren cada vez con más frecuencia a tales terapias neurológicas para enfrentar el estrés en un mundo competitivo y sin piedad para los socialmente inadaptados. El autor explora varios temas, entre ellos las nociones de crimen y castigo, el problema de la conciencia de sí y de la soledad existencial, así como el del origen de la maldad humana.
Entre las obras mencionadas, únicamente esta y la novela Alt 47 forman parte de un continuo narrativo. Esta novela tiene una trama compleja, exponiendo las historias paralelas de varios personajes sin nunca reunirlas más que indirectamente.

## Reseña
La trama se sitúa principalmente en la ciudad de Los Ángeles, en el año 2047. El asesinato brutal y en apariencia absurdo por parte del célebre poeta Emmanuel Goldsmith de sus mejores admiradores y amigos, causa que tres personajes sin relación aparente: una detective ambiciosa, un psiquiatra brillante y un escritor sin talento, exploren cada uno a su manera los motivos y circunstancias que provocaron ese acto.
El escenario presente un mundo donde la nanotecnología ya ha revolucionado la producción y el consumo, así como la medicina y la criminalística. Y el autor hace grandes esfuerzos para narrar de manera detallada las potencialidades de tal tecnología.
La detective Mary Choy es una transformada, que ha cambiado su cuerpo gracias a la nanotecnología, dándose un tono de piel negro perfecto, y que persigue durante toda la trama la pista del poeta asesino, esperando atraparlo antes que Los Selectores, que son un grupo clandestino vengador, que somete a los criminales que atrapa al suplicio de las "coronas infernales", aparatos nanotecnológicos que sumergen al individuo en un dolor y sufrimiento inenarrables.
La segunda línea narrativa la tiene el psiquiatra y terapeuta Martin Burke, que es contratado por el padre de una de las víctimas, para que el psiquiatra utilice su revolucionario "País de la Mente" que accede al subconsciente, para intentar averiguar la razón real del acto de Goldsmith. Rápidamente en la novela se establece que Goldsmith es prisionero, y que las pesquisas de la policía van siguiendo falsas pistas.
La tercera perspectiva es la del escritor Richar Fettle, amigo de Goldsmith y eterno segundón de éste, que trata de entender a través de la literatura por qué éste mató a sangre fría a sus más fervientes admiradores y amigos (incluyendo la pregunta obvia: porqué no a él).
Una cuarta línea narrativa paralela y en poco relacionada al resto, corresponde a la perspectiva que tiene un programa llamado Jill, que descubrirá en el dolor y la soledad la verdadera naturaleza de la conciencia de sí. Jill está dedicada a observar y diagnosticar las reacciones de una computadora gemela llamada AXIS, a bordo de la primera sonda interestelar visitando el extraordinario sistema planetario alrededor de la estrella Alpha Centauri B.
AXIS logra espontáneamente la conciencia de sí, y al mismo tiempo percibe la terrible soledad en la que se encuentra, incapaz de comunicar con nadie directamente en el vacío del espacio, volviéndose literalmente loco. Al simular las reacciones de AXIS, Jill adquiere la conciencia de sí a través de la indignación y horror al reconocer el sufrimiento de su gemelo.

## Obras en la misma serie
- Alt 47
- Marte se mueve
- Heads

- Datos: Q3212201